# 学生自治
学生自治（がくせいじち）とは、学生が学生自身に関することについて、自主的かつ主体的に協議・意思決定・実施することである。現代では、学校の教職員に完全従属しない関係を指すことが多い。

## 概要
学生自治については、自治の対象が何かであるかによって、学生自治という用語の解釈が分かれる。学生の人間としての活動の大半を指すこともあれば、学校内に限定した活動のみを指す場合、さらに限定的な捉え方では教育活動と連動する学生の活動のみを対象とするという考え方もある。
学生自治は、一定数以上の学生による集団的な活動であるため、政治的運動と関連することも見られ、過去の日本でも学生自治から学生運動が生じた時期もある。ただし、学生自治を学校における多くの学生が担えるかというと、組織の構造や意思決定の手続きの整備が不十分なこともあり、容易に実現するのが難しいといわれている。このため、学生自治によってあまりにも大規模な活動が行われることについて、一部の学生による組織の占有として批判されることもある。
現代においては、学生自治は、教育活動と連動するものとして捉えられるようにもなってきている。学校内の活動において、学生が常に教職員に従属する形となると教育活動における停滞が起こりやすく、学生の立場からの先進的な意見や手法を学生自身の責任において取り入れるために、学生自治の活用がされることもある。このような場合における学生自治は、学校の教職員に従属しないことが求められる一方、学校の教職員と協力することも求められ、この点で運営の難しさもあるといわれている。

## 世界における学生自治
19世紀初頭のドイツの大学には、学生監獄と呼ばれるものが存在した。大学内で暴行事件を起こした学生などを、大学の事務組織や警察ではなく、学生が処罰していた。

## 日本における学生自治
第二次世界大戦前の日本においては、課外活動を推進するものを除いて、学生自治はほとんど存在しなかったといわれている。社会科学研究会の全国組織であった学生連合会などが、生活部面における学生自治を求めてはいたが、実現はしなかった。
学生自治の進展は、1948年の全日本学生自治会総連合の結成によるところが大きいともいわれている。初代・執行委員長である武井昭夫は、層としての学生運動論を提起し、学生が労働者を始めとするあらゆる階層と提携して社会変革を実現できると主張した。これは、学生の人間としての活動の大半について学生同士が積極的に助け合おうとする考え方に基づくものであった。ただし、大学内の諸組織と連絡調整を図る事や、学校・企業・公益団体など管理職や経営者と積極的にコミュニケーションすることについては、常に積極的に行われたと言い切れない面もあり、この考え方を評価するにあたっては難しさがある。
学生自治は、1960年代にピークを迎え、政治に無関心な層が多い女子大学や、高等学校でも自治的な組織が結成され、あるいは自治組織に改組されていった。
学園紛争・学園闘争が収まった後は、政治活動を行おうとする学生自治は急速に衰退していく。学生自治会が特定の党派に乗っ取られ、一般学生とは無縁になったものや、学生自治会の役員の担い手がいなくなり、学生自治会そのものが消滅したものなどが見られる。また、学生自身が他の学生と協力して事業を行うことにあまり興味が示されなくなり、大学の教職員の発言力が増していったともいわれている。
1980年代以降、学生自治は、課外活動を主たる対象として再編が図られた。これは、教育活動の一部を学生自身によって運営することを指向するものであった。しかしながら、興味別の課外活動においても、学生離れが起こるようになった。課外活動を主とする学生自治から学生が離れていくことは、課外活動の減衰を意味し、大学で行われている教育活動の一部が削られていくことを意味している。このため、大学内においては、学生自治の再興も教職員と学生の双方の立場から希望されるようになってきている。
1990年代以降は、学生の意見を積極的に大学運営に取り入れようとする風潮が高まっており、大学運営に参加する学生の選出や、学生の意見を集約する意味合いでの学生自治も注目されている。このような学生自治は、大学の教職員との協力関係・信頼関係にも基づいて行われるという性質を持ち、学生自治の機能が明確化されているという長所もある一方で、学生自治の構造が複雑化しやすく学生自治の一般学生の参加を妨げる原因になるやすいという短所も指摘されている。

## 生徒会と学生自治会
中学校や高等学校などの生徒会は、学生自治組織ではないと考えられている。生徒会活動については、「中学校学習指導要領」や「高等学校学習指導要領」にも定めがあり、教育行政においては、教育課程の一部として生徒会活動を位置づけている。
生徒会は、生徒の組織であるものの、「教師の適切な指導の下で」（各学習指導要領第4章より）営まれることが要請されており、生徒と教職員との関係についてを単純化することが難しい。このため、生徒会活動は、大学などにおける学生自治の模擬体験と考えられることもある。各学校によって具体的な手続きは異なるが、生徒会が全会一致で決議したことでも職員会議によって覆されることもあり、生徒会には制限が多い。しかしながら、生徒会活動に対する制限は、あくまで学校教育の趣旨にしたがって行われているので、すべてが教職員の自由裁量で決定できるとも言い難く、一定の自治も可能ではある。